# 17 de marzo
El 17 de marzo es el 76.º (septuagésimo sexto) día del año en el calendario gregoriano y el 77.º en los años bisiestos. Quedan 289 días para finalizar el año.

## Acontecimientos
- 45 a. C.: en la batalla de Munda, en su última victoria, Julio César derrota a las fuerzas pompeyanas de Tito Labieno y Pompeyo el Joven.
- 180: muere Marco Aurelio, dejando a Cómodo como único emperador del Imperio romano.
- 455: en la Antigua Roma, con el apoyo del Senado romano, Petronio Máximo sucede a Valentiniano III como emperador del Imperio romano de Occidente.
- 1001: en las islas Filipinas, el majarás de Butuán envía una misión tributaria a la dinastía Song (en China).
- 1452: en la península ibérica, las tropas cristianas conquistan el reino de Murcia tras su victoria en la batalla de Los Alporchones.
- 1564: en Francia, Enrique de Valois recibe el título de duque de Orleans.
- 1586: en Ecuador se funda la Universidad Central, la más grande del país.
- 1734: en Nueva España, Juan Antonio Vizarrón y Eguiarreta ocupa el cargo de virrey, sustituyendo a Juan de Acuña.
- 1749: en Inglaterra, en el Covent Garden Theatre de Londres, Georg Friedrich Händel presenta su oratorio titulado Salomón.
- 1776: finaliza el asedio de Boston, durante la guerra de Independencia de los Estados Unidos, los británicos evacúan la ciudad y se refugian en Halifax.
- 1800: tras una larga investigación, Alessandro Volta envía una carta a la Royal Society of London, dando a conocer su invento, la pila eléctrica.
- 1805: la República Italiana, con Napoleón como presidente, se convierte en el Reino de Italia, con Napoleón como rey.
- 1808: en Aranjuez (España) sucede un levantamiento popular ―el Motín de Aranjuez―. Los partidarios de Fernando VII de Borbón asaltan el palacio de Manuel Godoy. Este hecho provocará la abdicación de Carlos IV de España en favor de su hijo Fernando.
- 1811: en Chile se disuelve la Junta Gubernativa del Reino (presidida por Fernando Márquez de la Plata) y se forma la Junta Superior de Gobierno (con Juan Martínez de Rozas como presidente).
- 1830: en el Teatro Nacional de Varsovia (Polonia), el pianista Frédéric Chopin hace su primera presentación como solista interpretando su Concierto en fa menor.
- 1840: en la Isla Norfolk, Alexander Maconochie asume la comandancia del penal británico asentado en la isla.
- 1852: Anníbale de Gasparis descubre el 16.º asteroide, el que bautiza Psiquis.
- 1855: en Brasil se funda la ciudad de Aracayú.
- 1861: los estados de la península itálica y las Dos Sicilias se unen formando el Reino de Italia, regido por Víctor Manuel II. En la proclama se establece, entre otras cosas, cómo será la bandera de Italia, utilizada hasta la actualidad.
- 1893: Auguste Charlois descubre un asteroide al que bautiza Padua, el 363.º de la serie.
- 1901: en París (Francia) se exhiben 71 obras de Vincent van Gogh, fallecido 11 años antes; esta muestra dio un fuerte impulso a la fama del pintor.
- 1905: en Alemania, Albert Einstein envía a la revista Annalen der Physik el primero de sus revolucionarios artículos sobre física.
- 1913: se crea la Fuerza Aérea Uruguaya.
- 1914: en la provincia de Santa Fe (Argentina), León Laborde Boy funda lo que después sería llamado el pueblo de Labordeboy.
- 1923: en Perú, José Carlos Mariátegui regresa al país, tras tres años de exilio por sus críticas al gobierno de Augusto Leguía.
- 1923: en Rusia se crea la compañía aérea internacional Aeroflot, la más reconocida de su época
- 1932: En Sevilla, España, se celebra el IV Congreso del Partido Comunista de España, siendo el primero desde la legalización del partido en 1931.
- 1938: en Bielorrusia, debido a su gran tamaño, la ciudad de Minsk es organizada en tres distritos: Kahanovichski-Kastrychnitsky (desde 1957), Stalinsky-Zavodski (desde 1961) y Varashylauski-Savetski (desde 1961).
- 1941: En la ciudad de Washington, el presidente Franklin D. Roosevelt inaugura la Galería Nacional de Arte.
- 1942: en el marco del Holocausto, en el campo de exterminio de Belzec (en lo que hoy es el este de Polonia), los nazis «gasean» a los primeros judíos, provenientes del gueto de Lvov.
- 1948: en Mexicali (México), se crea el club de béisbol Águilas de Mexicali.
- 1950: en Berkeley (California), investigadores de la Universidad de California anuncian la creación del elemento 98, al que nombran californio.
- 1953: en el Sitio de pruebas de Nevada, Estados Unidos detona la bomba atómica Annie, de 16 kilotones. Es la primera bomba (de once) de la operación Upshot-Knothole. Esta explosión atómica es la primera en ser televisada para toda la nación. Se probaron ocho refugios para bombas de uso residencial, cincuenta automóviles a variadas distancias del hipocentro, y dos casas de madera.
- 1956: en Israel, un grupo palestino asesina a 12 pasajeros de un autobús.
- 1957: en Cebú (Filipinas) muere el presidente Ramón Magsaysay y del Fierro y 24 otras personas en un accidente del avión Douglas C-47 en el que viajaban.
- 1958: Estados Unidos lanza el Vanguard 1, el segundo satélite de ese país.
- 1958: en Santiago de Chile, el general director de Carabineros de Chile Jorge Ardiles Galdames crea el Museo Histórico Carabineros de Chile.
- 1959: el dalái lama (monarca absoluto del Tíbet) huye de su país y viaja a India.
- 1960: en Washington, el presidente Dwight D. Eisenhower firma la directiva para el Consejo de Seguridad Nacional acerca de un programa de acciones encubiertas contra Cuba, que desencadenarán el intento de invasión en Playa Girón (ordenado por el presidente John F. Kennedy), en el que Estados Unidos resultará derrotado.
- 1963: en Bali erupciona el volcán Agung; mueren más de 1100 personas.
- 1963: en Bogotá (Colombia), RTI Televisión comienza a emitir sus primeros programas.
- 1964: En España tiene lugar un accidente aéreo en el pueblo de La Esperanza, Tenerife, cuando un avión intentaba un aterrizaje nocturno en el Aeropuerto Los Rodeos. El accidente provocó el fallecimiento de cuatro tripulantes y una veintena de heridos, entre ellos, el entonces ministro de Trabajo, Jesús Romeo Gorría, y otros altos cargos y periodistas.[1]
- 1966: en la costa mediterránea de España, el submarino estadounidense Alvin encuentra la bomba de hidrógeno que se había caído de un avión.
- 1968: cuatro días después de que un jet esparciera gas nevioso en una base de pruebas de armas químicas y biológicas del Ejército de Estados Unidos cerca de Dugway, Utah; se encuentran los primeros de cerca de 6000 cadáveres de ovejas, en lo que se conocería como la matanza de ovejas de Skull Valley.
- 1969: en Israel, Golda Meir se convierte en la primera mujer primera ministra de Israel.
- 1970: en Washington, el Ejército de Estados Unidos procesa judicialmente a 14 oficiales por haber ocultado información acerca de la matanza de My Lai, en la que decenas de soldados estadounidenses violaron y torturaron hasta la muerte a centenares de civiles (principalmente mujeres y niños).
- 1973: Vietnam, tras vencer a Estados Unidos en la guerra de Vietnam, expulsa a la mayor parte de los pocos invasores estadounidenses que quedan.
- 1973: en la ciudad venezolana de Maracaibo, el boxeador colombiano Kid Pambelé retiene el título de campeón mundial en la categoría wélter júnior, frente al retador argentino Nicolino Locche.
- 1973: en Londres (Reino Unido) se inaugura el nuevo Puente de Londres.
- 1976: Wilfred Benítez derrota a Antonio Cervantes y obtiene el título mundial peso wélter júnior de la Asociación Mundial de Boxeo, con 17 años es el campeón más joven de la historia.
- 1977: Colombia y Costa Rica firman el Tratado Fernández-Facio, en el que se establecen sus fronteras marítimas.
- 1985: en Los Ángeles (California) el asesino serial Richard Ramírez comete sus primeros dos asesinatos.
- 1987: en España, la Academia de las Artes y las Ciencias Cinematográficas realiza la primera entrega de los premios Goya.
- 1988: en una montaña en la frontera entre Colombia y Venezuela se estrella un avión Boeing 727 de la empresa aérea Avianca; mueren 143 personas.
- 1992: en Buenos Aires (Argentina) explota un coche bomba frente a la embajada de Israel y deja como saldo 29 muertos y 242 heridos.
- 1997: en Estados Unidos se inaugura Toonami, un bloque de programación de Cartoon Network.
- 1997: en Atlanta se inaugura el canal de cable CNN en Español.
- 2000: en Uganda mueren quemados 540 miembros de la secta Movimiento para la Restauración de los Diez Mandamientos de Dios en un incendio orquestado por los líderes de la secta: Joseph Kibwetere (67) y Credonia Mwerinde (47). Más tarde se encuentran muertos otros 248 miembros.
- 2002: Estados Unidos lanza la misión GRACE (Gravity Recovery and Climate Experiment).
- 2003: en Londres (Reino Unido), Robin Cook (secretario de Estado de Asuntos Exteriores y de la Commonwealth) dimite del gabinete británico en desacuerdo con los planes del Gobierno para invadir Irak.
- 2004: en Kosovo se producen disturbios que dejan 22 muertos y más de 200 heridos. En un solo día, los católicos destruyen 35 santuarios ortodoxos serbios en Kosovo y 2 mezquitas musulmanas.
- 2010: en Costa Rica se disuelve el partido Vanguardia Popular.
- 2011: en Nueva York, el Consejo de Seguridad de las Naciones Unidas aprueba la resolución 1972 (relativa a Somalia), y la resolución 1973 (relativa a la guerra civil libia).
- 2013: un meteoroide del tamaño de una roca pequeña choca sobre la superficie lunar en el Mare Imbrium, y provocó una explosión diez veces más brillante que todas las que se habían observado hasta el momento.[2]
- 2025: Se espera que el primer ministro designado de Trinidad y Tobago, Stuart Young, preste juramento como primer ministro tras la renuncia del primer ministro Keith Rowley, antes de las elecciones generales de Trinidad y Tobago de 2025.[3][4]

## Nacimientos
- 763: Harún al-Rashid, califa abbasí de Bagdad (f. 809).
- 1231: Shijō, emperador japonés entre 1232 y 1242 (f. 1242).

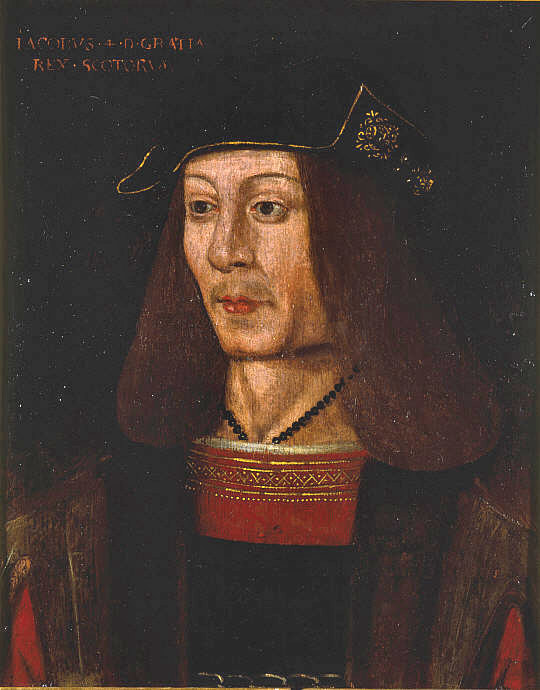
Jacobo IV de Escocia

- 1473: Jacobo IV, rey escocés (f. 1513).
- 1628: François Girardon, escultor francés (f. 1715).
- 1665: Élisabeth Jacquet de La Guerre, compositora y clavecinista francesa (f. 1729).
- 1686: Jean-Baptiste Oudrý, pintor francés (f. 1755).
- 1766: Matías de Córdova, religioso y político mexicano (f. 1828).
- 1768: Isidoro Máiquez actor español (f. 1820).
- 1777: Patrick Brontë, escritor y pastor irlandés (f. 1861).
- 1794: Gabriel Antonio Pereira, presidente uruguayo (f. 1861).
- 1804: Jim Bridger, comerciante de cueros y explorador estadounidense (f. 1881).
- 1805: Manuel García, barítono español (f. 1906).

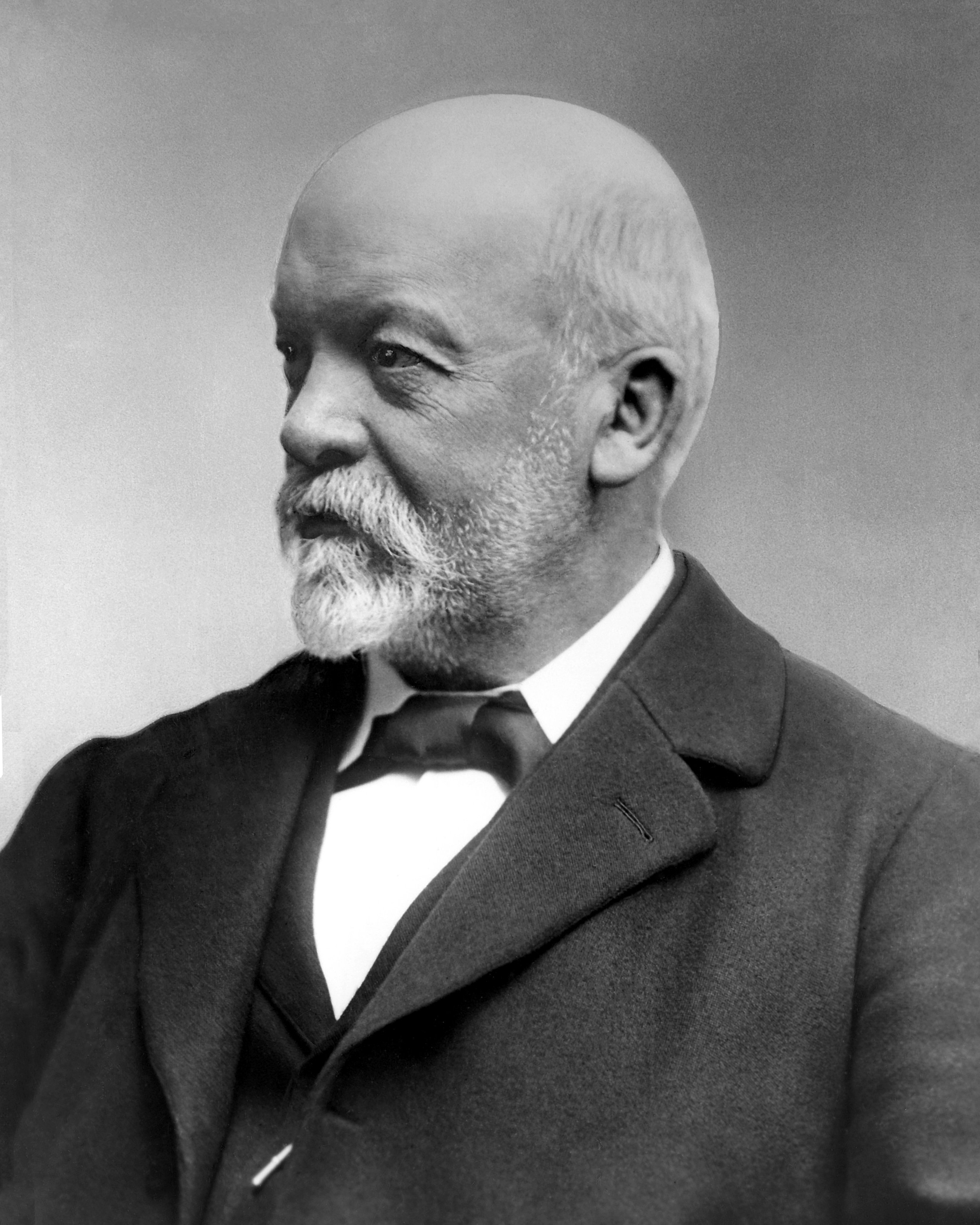
Gottlieb Daimler

- 1834: Gottlieb Daimler, ingeniero y empresario alemán, cofundador de Daimler-Motoren-Gesellschaft (f. 1900).
- 1839: Josef Rheinberger, organista y compositor liechtensteiniano-alemán (f. 1901).
- 1843: Patricio Escobar, militar y político paraguayo (f. 1912).
- 1846: Kate Greenaway, escritora e ilustradora británica (f. 1901).
- 1849: Charles Francis Brush, empresario y filántropo estadounidense, coinventor de la lámpara de arco (f. 1929).
- 1849: Cornelia Clapp, bióloga marina estadounidense (f. 1934).
- 1856: Mijaíl Vrúbel, pintor ruso (f. 1910).
- 1858: Policarpo Bonilla, político hondureño, presidente de Honduras entre 1894 y 1899 (f. 1926).
- 1862: Silvio Gesell, anarquista y economista alemán (f. 1930).
- 1877: Frank Castleman, entrenador de fútbol estadounidense (f. 1946).
- 1877: Otto Gross, psicoanalista y filósofo austríaco-alemán (f. 1920).
- 1879: Walter Kirchhoff, tenor alemán (f. 1951).

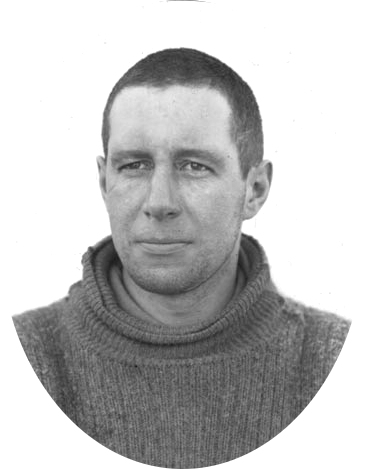
Lawrence Oates

- 1880: Guillermo Uribe Holguín, fue un compositor, violinista y docente musical colombiano. (f. 1971).
- 1880: Lawrence Oates, militar y explorador polar británico (f. 1912).
- 1881: Walter Rudolf Hess, psicólogo y académico suizo, premio nobel de medicina (f. 1973).
- 1883: Urmuz, juez y escritor rumano (f. 1923).
- 1884: Alcide Nunez, clarinetista estadounidense (f. 1934).
- 1885: Ralph Rose, atleta estadounidense (f. 1913).
- 1888: Paul Ramadier, político y abogado francés, primer ministro de Francia (f. 1961).
- 1889: Harry Clarke, artista del cristal e ilustrador irlandés (f. 1931).
- 1892: Sayed Darwish, músico y compositor egipcio (f. 1923).
- 1894: Paul Green, dramaturgo y académico estadounidense (f. 1981).
- 1895: Patricio Arabolaza, futbolista español (f. 1935).
- 1901: Alfred Newman, compositor estadounidense (f. 1970).
- 1901: José María Linares-Rivas, actor, locutor, escritor y guionista español (f. 1955).
- 1902: Bobby Jones, golfista estadounidense (f. 1971).
- 1904: Patrick Hamilton, escritor británico (f. 1962).
- 1906: Brigitte Helm, actriz suizo-alemana (f. 1996).
- 1907: Takeo Miki, político japonés, 41.º primer ministro de Japón (f. 1988).
- 1912: Bayard Rustin, activista estadounidense (f. 1987).
- 1914: Sammy Baugh, jugador y entrenador estadounidense de fútbol americano (f. 2008).
- 1914: Juan Carlos Onganía, militar argentino, dictador entre 1966 y 1970 (f. 1995).
- 1915: Bill Roycroft, jinete olímpico australiano (f. 2011).
- 1916: Volodia Teitelboim, escritor, político y abogado chileno (f. 2008).

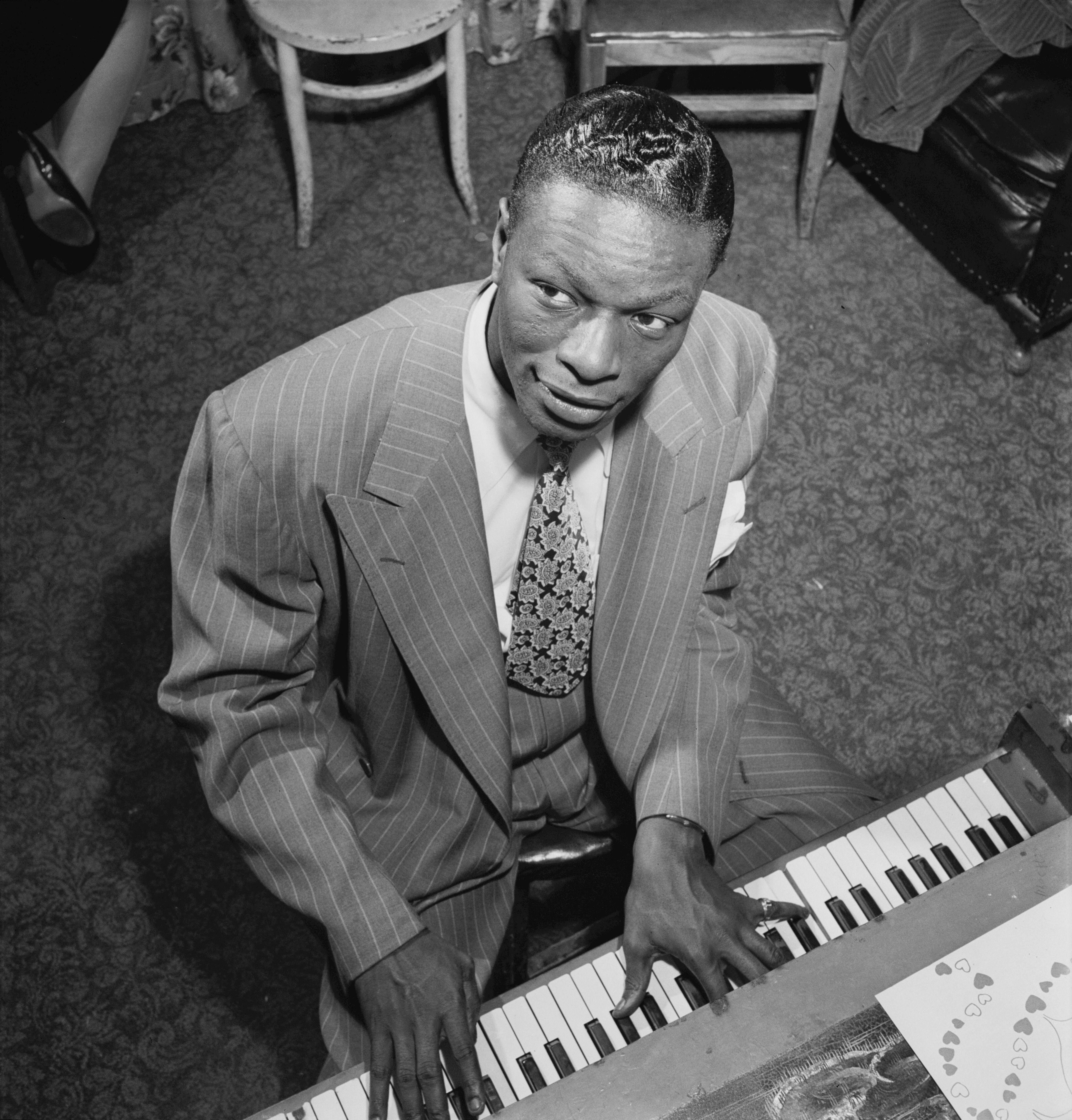
Nat King Cole

- 1919: Nat King Cole cantante, pianista y presentador estadounidense (f. 1965)
- 1920: Manuel Zapata Olivella, fue un médico, antropólogo y escritor colombiano.  (f. 2004).
- 1920: José Tomás Sánchez, cardenal filipino (f. 2012).
- 1920: Sheikh Mujibur Rahman, político bangladesí, 1.º presidente de su país (f. 1975).
- 1920: Olga Orozco, poeta argentina (f. 1999).
- 1921: Meir Amit, general y político israelí (f. 2009).
- 1925: Gabriele Ferzetti, actor italiano (f. 2015).
- 1926: Siegfried Lenz, escritor alemán (f. 2014).
- 1927: Betty Allen, soprano y educadora estadounidense (f. 2009).
- 1927: Francisco González Ledesma, escritor español (f. 2015).
- 1927: Roberto Suazo Cordova, político hondureño, presidente de Honduras entre 1982 y 1986 (f. 2018).
- 1929: Nelly Panizza, actriz argentina (f. 2010).
- 1930: Paul Horn, flautista estadounidense (f. 2014).
- 1930: James B. Irwin, astronauta estadounidense (f. 1991).
- 1930: José Migliore, piloto de automóviles argentino (f. 2022).
- 1932: Fred Gamble, piloto de automovilismo estadounidense (f. 2024).
- 1933: Penelope Lively, escritora británica.
- 1935: Albertus Geldermans, ciclista neerlandés (f. 2025).
- 1936: Ken Mattingly, militar y astronauta estadounidense (f. 2023).
- 1938: Rudolf Nuréyev, bailarín y coreógrafo ruso (f. 1993).
- 1938: Keith O'Brien, cardenal escocés (f. 2018).
- 1939: Bill Graham, político canadiense.
- 1939: Alejandro Lozano, artista español (f. 2003).
- 1939: Giovanni Trapattoni, futbolista y entrenador italiano.
- 1939: Mario Videla, músico argentino (f. 2023).
- 1942: John Wayne Gacy, asesino en serie estadounidense (f. 1994).
- 1944: Pattie Boyd, modelo y fotógrafa estadounidense.
- 1944: Cito Gaston, beisbolista y mánager estadounidense.
- 1944: John Sebastian, cantante, compositor y guitarrista estadounidense.
- 1944: Juan Ramón Verón, futbolista argentino.
- 1945: Michael Hayden, general estadounidense.
- 1945: Elis Regina, cantante brasileña (f. 1982).
- 1945: José Watanabe, poeta peruano (f. 2007).
- 1947: James Morrow, escritor estadounidense.
- 1948: William Gibson, escritor y guionista canadiense.
- 1949: Patrick Duffy, actor estadounidense.
- 1949: Pat Rice, futbolista y entrenador irlandés.
- 1949: Manuel Rodríguez Cuadros, diplomático, político y profesor universitario peruano.
- 1951: Scott Gorham, músico estadounidense, de la banda Thin Lizzy.

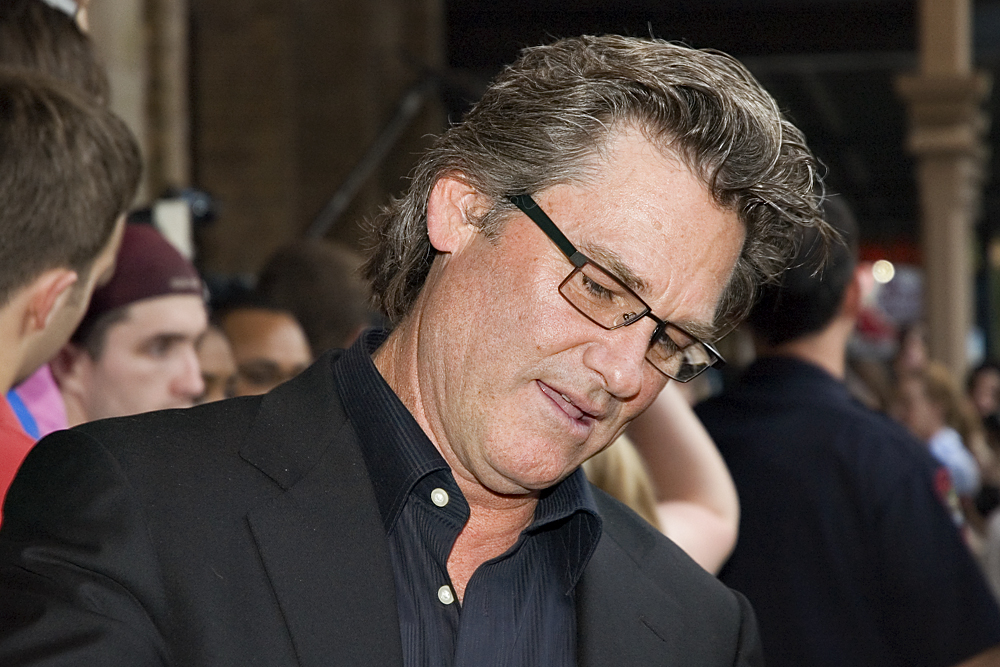
Kurt Russell

- 1951: Kurt Russell, actor estadounidense.
- 1952: Barry Horne, activista británico (f. 2001).
- 1952: Perla, cantante paraguayo-brasileña.
- 1953: Romualdo Brito, fue un músico y compositor colombiano de vallenato (f. 2020).
- 1954: Marta Albertini, actriz uruguaya.
- 1954: Lesley-Anne Down, actriz británica.
- 1955: Mark Boone Junior, actor estadounidense.
- 1955: Josep Maria Margall, baloncestista español.
- 1955: Cynthia McKinney, política estadounidense.

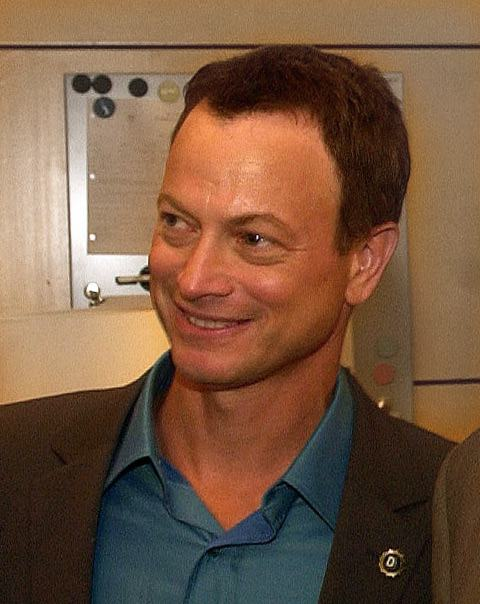
Gary Sinise

- 1955: Gary Sinise, actor, director y bajista estadounidense.
- 1956: Frank McGarvey, futbolista y entrenador de fútbol británico (f. 2023).
- 1958: José Manuel Abascal, atleta español.
- 1958: Carlos Martini, periodista, sociólogo y escritor paraguayo
- 1959: Danny Ainge, baloncestista y entrenador estadounidense.
- 1960: Francisco Acuyo, poeta y escritor español.
- 1960: Arye Gross, actor estadounidense.
- 1961: Alexander Bard, cantante y compositor sueco, de las bandas Army of Lovers, Vacuum y Bodies Without Organs.
- 1961: Sam Bowie, baloncestista estadounidense.
- 1961: Dana Reeve, actriz, cantante y activista estadounidense (f. 2006).
- 1962: Esteban Arce, conductor mexicano de radio y televisión.
- 1962: Patricia Etchegoyen, actriz argentina.
- 1962: Janet Gardner, cantante y guitarrista estadounidense.
- 1962: Roxy Petrucci, baterista y música estadounidense.
- 1962: Pello Ruiz Cabestany, ciclista español.
- 1962: Juana Cordero, actriz española.
- 1962: Kalpana Chawla, ingeniera espacial y astronauta india-estadounidense (f. 2003).
- 1964: Stefano Borgonovo, futbolista italiano (f. 2013).
- 1964: Lee Dixon, futbolista británico.

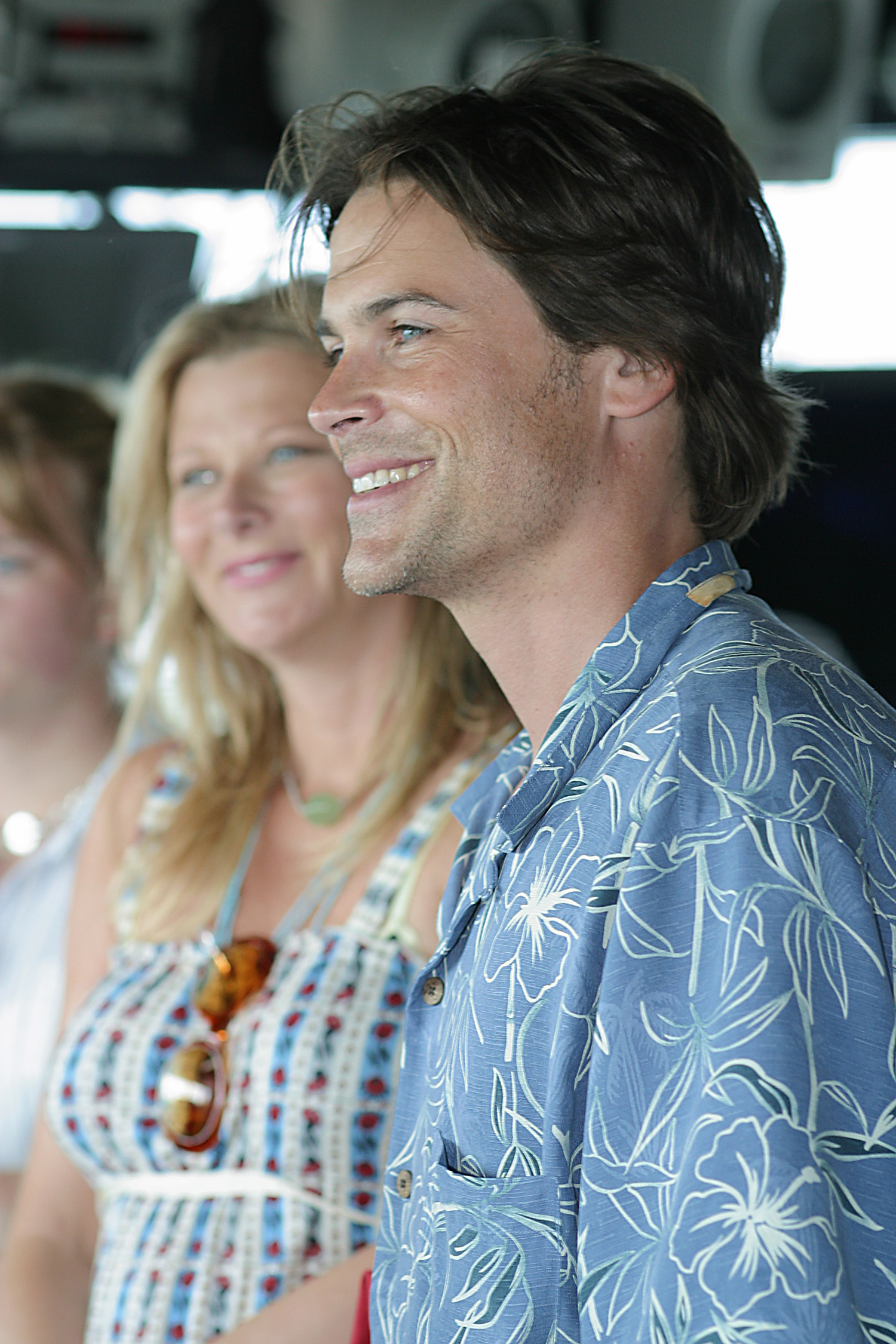
Rob Lowe.

- 1964: Rob Lowe, actor y productor estadounidense.
- 1964: Jacques Songo'o, futbolista y entrenador camerunés.
- 1965: Luís Carlos Quintanilha, futbolista y entrenador brasileño.
- 1966: José García, actor hispano-francés.
- 1966: Jeremy Sheffield, actor y bailarín británico.
- 1967: Van Conner, bajista estadounidense, de la banda Screaming Trees.
- 1967: Billy Corgan, músico estadounidense, de la banda The Smashing Pumpkins.
- 1968: Mathew St. Patrick, actor estadounidense.
- 1969: Alexander McQueen, diseñador de moda británico (f. 2010).
- 1970: Yanic Truesdale, actor canadiense.
- 1970: Gene Ween, guitarrista estadounidense, de la banda Ween.

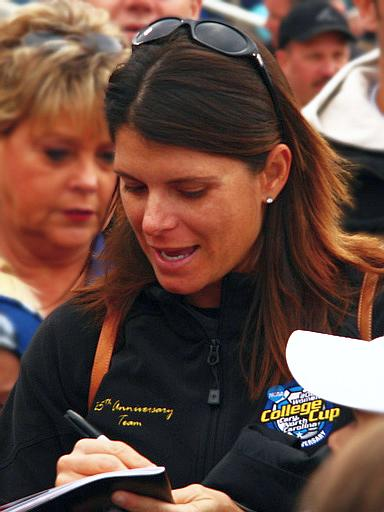
Mia Hamm.

- 1972: Melissa Auf der Maur, cantante, compositora y bajista canadiense.
- 1972: Mia Hamm, futbolista estadounidense.
- 1973: Rico Blanco, guitarrista filipino, de la banda Rivermaya.
- 1973: Caroline Corr, compositora y percusionista irlandesa, batería de la banda The Corrs.
- 1974: Ricardo Morán, productor, guionista, escritor, actor y director de teatro, cine y televisión peruano.
- 1974: Paty Díaz, actriz y modelo mexicana.
- 1974: Rodrigo José Carbone, futbolista brasileño.
- 1974: Frode Johnsen, futbolista noruego.
- 1974: Serguéi Kravtsov, político ruso desde el 21 de enero de 2020 se desempeña como ministro de Educación de la Federación de Rusia.
- 1975: Justin Hawkins, músico británico, de la banda The Darkness.
- 1975: Gina Holden, actriz canadiense.
- 1975: Andrew Martin, luchador profesional canadiense.
- 1975: Natalie Zea, actriz estadounidense.
- 1976: Brittany Daniel, actriz estadounidense.
- 1976: Stephen Gately, cantante, compositor y actor irlandés (f. 2009).
- 1976: Álvaro Recoba, futbolista uruguayo.
- 1976: Antoine van der Linden, futbolista neerlandés.
- 1976: Lassi Karonen, remero sueco.
- 1976: Marino Biliškov, futbolista croata.
- 1977: Héctor Altamirano, futbolista mexicano.

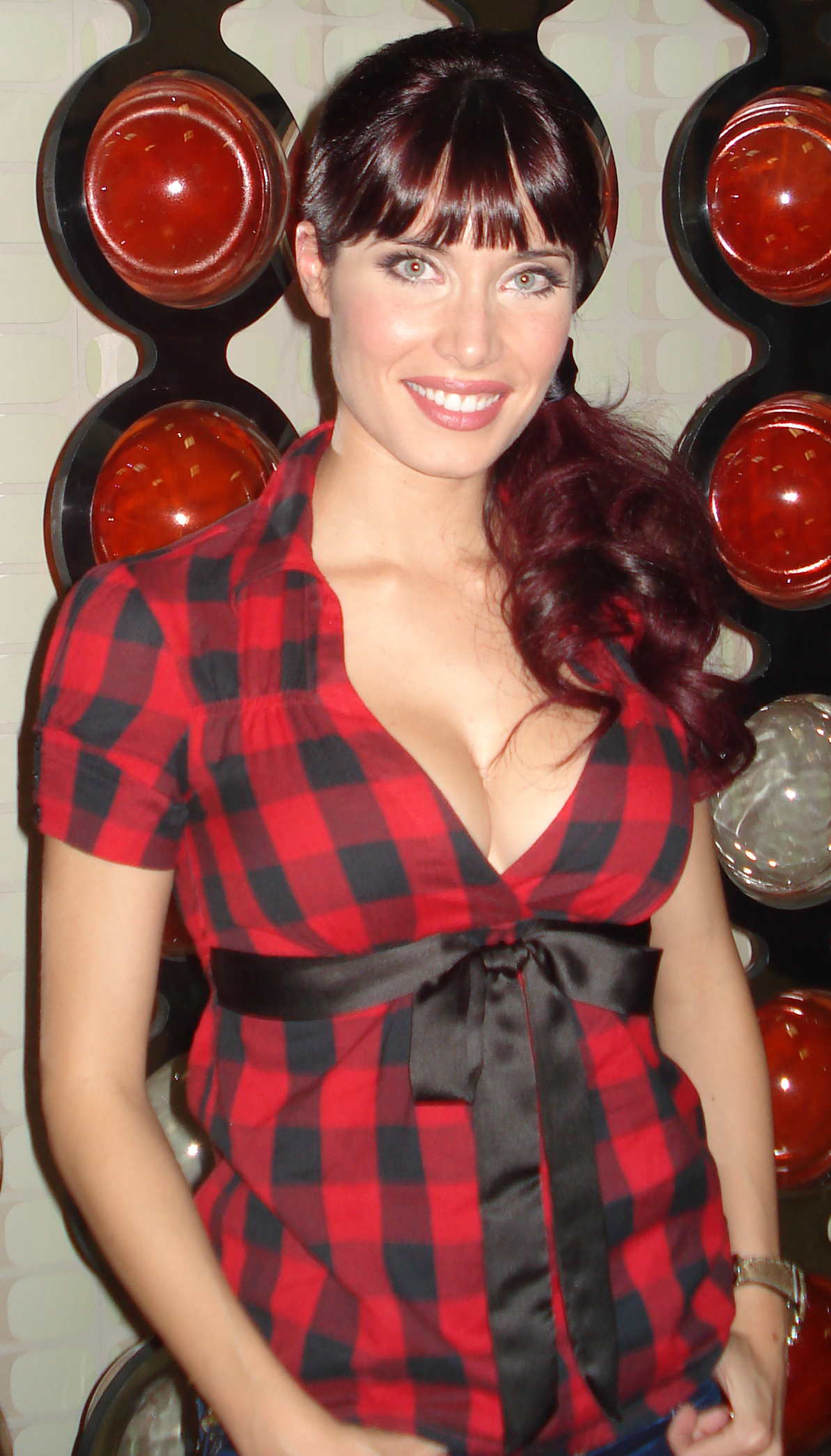
Pilar Rubio.

- 1978: Pilar Rubio, actriz, modelo y reportera española.
- 1978: Saša Stanišić, escritor bosnio-alemán.
- 1979: Nicole Coco Austin, modelo y actriz estadounidense.
- 1979: Stormy Daniels, actriz porno estadounidense.
- 1979: Sharman Joshi, actor indio.
- 1979: Stephen Kramer Glickman, actor, diseñador de moda y comediante en vivo estadounidense.
- 1979: Samoa Joe, luchador estadounidense.
- 1980: Danny Califf, futbolista estadounidense.
- 1980: Katie Morgan, actriz porno estadounidense.
- 1980: Aisam-ul-Haq Qureshi, tenista pakistaní.
- 1980: David Boucher, ciclista belga.
- 1980: Gorik Gardeyn, ciclista belga.
- 1981: Servet Çetin, futbolista turco.
- 1981: Leandro Romagnoli, futbolista argentino.
- 1981: Kyle Korver, baloncestista estadounidense.
- 1981: José Serrano Arenas, futbolista español.
- 1981: Nicky Jam, cantante estadounidense de origen puertorriqueño.
- 1982: Steven Pienaar, futbolista sudafricano.
- 1983: Raul Meireles, futbolista portugués.
- 1983: Matteo Paro, futbolista italiano.
- 1984: Ryan Rottman, actor estadounidense.
- 1985: Audrey Demoustier, futbolista belga.
- 1985: Marian Cristescu, futbolista rumano.
- 1986: Chris Davis, beisbolista estadounidense.
- 1986: Edin Džeko, futbolista bosnio.
- 1986: Miles Kane, músico y guitarrista británico, de las bandas The Little Flames, The Rascals y The Last Shadow Puppets.
- 1986: Olesya Rulin, actriz rusa.
- 1987: Federico Fazio, futbolista argentino.
- 1987: Rob Kardashian, personalidad televisiva estadounidense.
- 1987: Francisca Valenzuela, cantante y compositora chilena.
- 1987: Patrick Ebert, futbolista alemán.
- 1988: Rasmus Elm, futbolista sueco.
- 1988: Fraser Forster, futbolista británico.
- 1988: Grimes, cantante canadiense.
- 1988: Davide Brivio, futbolista italiano.
- 1988: Boris Dron, ciclista belga.
- 1989: Arán de las Casas, actor venezolano.
- 1989: Shinji Kagawa, futbolista japonés.
- 1989: Juan Lagares, beisbolista dominicano.
- 1990: Hozier, cantante irlandés.
- 1990: Saina Nehwal, jugador indio de bádminton.
- 1990: Jean Segura, beisbolista dominicano.
- 1990: Aderbar Melo dos Santos Neto, futbolista brasileño.
- 1991: Antonio Luna Rodríguez, futbolista español.
- 1991: Gabriel López Rodríguez, actor, cantante, modelo y presentador venezolano.
- 1992: John Boyega, actor británico.
- 1992: Yeltsin Tejeda, futbolista costarricense.
- 1993: Matteo Bianchetti, futbolista italiano.
- 1993: Simon Sluga, futbolista croata.
- 1993: Khouma el Babacar, futbolista senegalés.
- 1994: Ivan Provedel, futbolista italiano.
- 1994: Marcel Sabitzer, futbolista austriaco.
- 1995: Thiago Martins Bueno, futbolista brasileño.
- 1995: Kei Chinen, futbolista japonés.
- 1996: Viola Calligaris, futbolista suiza.
- 1996: Boris Cmiljanić, futbolista montenegrino.
- 1996: Richard Jensen, futbolista finlandés.
- 1996: Aleksandra Crvendakić, baloncestista serbio.
- 1996: Tokischa, cantante dominicana.
- 1996: Artūras Seja, piragüista lituano.
- 1997: Katie Ledecky, nadadora estadounidense.
- 1997: Tommaso Fantacci, futbolista italiano.
- 1997: Konrad Bukowiecki, atleta polaco.
- 1997: Alejandro Bustos, waterpolista español.
- 1997: Idan Nachmias, futbolista israelí.
- 1997: Leomar Pinto, futbolista venezolano.
- 1997: Tomás Rojas Goméz, futbolista paraguayo.
- 1997: Leomar Pinto, futbolista venezolano.
- 1997: Felipe Villagrán, futbolista chileno.
- 1997: Daniel Sprong, jugador de hockey sobre hielo neerlandés.
- 1997: Iñaki Mateu, rugbista hispano-argentino.
- 1997: Paik Seung-ho, futbolista surcoreano.
- 1997: Sergio Montero, futbolista español.
- 1997: Victoria von Hohenlohe-Langenburg, noble germano-española.
- 1997: Nijirō Murakami, actor japonés.
- 1997: Líliya Ajaímova, gimnasta artística rusa.
- 1997: Chanique Rabe, modelo namibia.
- 1997: Nico Gleirscher, piloto de luge austriaco.
- 1997: Pedro Ferreira, gimnasta de trampolín portugués.
- 1997: Micaela Casasola, balonmanista argentina.
- 1998: Luis Henrique, futbolista brasileño.
- 1998: Uroš Račić, futbolista serbio.
- 1998: Agata Zupin, atleta eslovena.
- 1998: Lize Kop, futbolista neerlandesa.
- 1998: Dr Igo, streamer argentino.
- 1999: Lorena Wiebes, ciclista neerlandesa.
- 1999: Daniel Segura, futbolista ecuatoriano.
- 1999: Gabriel Barbosa Avelino, futbolista brasileño.
- 1999: Tomás Blanco, futbolista argentino.
- 1999: Igor Silveira Gomes, futbolista brasileño.
- 1999: Gilberto Cardoso, yudoca mexicano.
- 1999: Robert Morales, futbolista paraguayo.
- 2000: Cameron Das, piloto de automovilismo estadounidense.
- 2000: Ioannis Kosti, futbolista chipriota.
- 2000: Mostafa Shobeir, futbolista egipcio.
- 2000: Molly Caudery, atleta británica.
- 2000: Sopio Somjishvili, yudoca georgiana.
- 2000: Shojruh Bajtiyorov, yudoca uzbeko.
- 2001: Pietro Pellegri, futbolista italiano.
- 2001: Alberto Soto Maldonado, futbolista español.
- 2001: Niklas Hedl, futbolista austriaco.
- 2001: Ivan Ilić, futbolista serbio.
- 2001: Aristot Benz-Salomon, rugbista español.
- 2001: Jonathan Benz-Salomon, rugbista español.
- 2002: Manlio Moro, ciclista italiano.
- 2003: Youri Baas, futbolista neerlandés.
- 2003: Dennis Hauger, piloto de automovilismo noruego.
- 2003: Arthur Augusto, futbolista brasileño.
- 2004: Nabil Begg, futbolista fiyiano.
- 2004: Hugo Anglada, futbolista español.
- 2005: Nelson Weiper, futbolista alemán.
- 2006: Alexander Woiski, futbolista argentino.
- 2007: Abdul Muntaqim, príncipe de Brunéi.
- 2007: Marvin Ávila Jr., futbolista guatemalteco.

## Fallecimientos
- 45 a. C.: Tito Labieno, militar y tribuno romano (n. 100 a. C.).

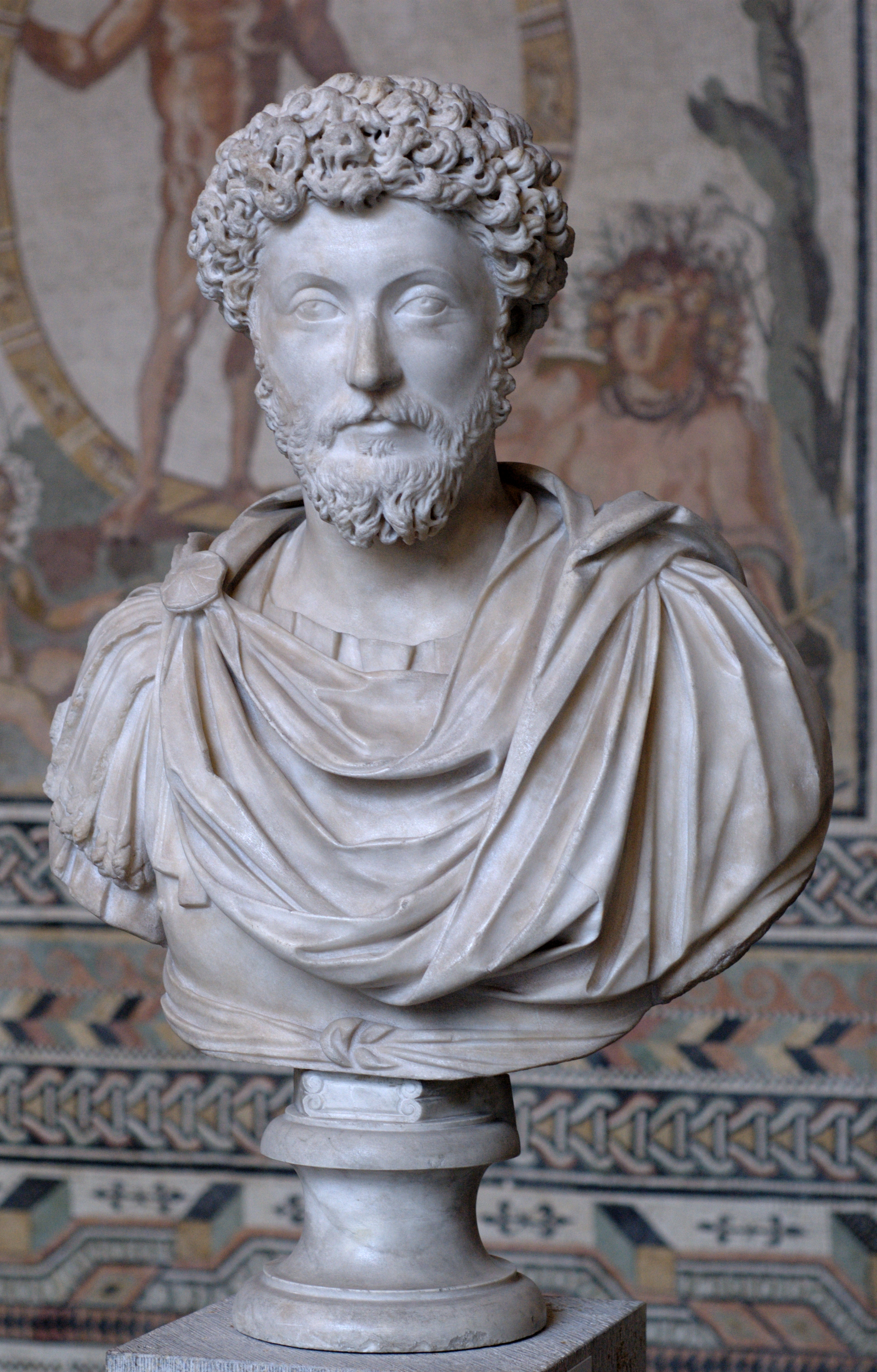
Marco Aurelio

- 180: Marco Aurelio, emperador romano entre 161 y 180 (n. 121).
- 461: Patricio de Irlanda, santo, misionero católico conocido como el santo patrón de Irlanda, (n. 385).
- 624: Amr ibn Hisham, politeísta árabe (n. 570).
- 659: Gertrudis de Nivelles, religiosa franca (n. 626).
- 1040: Haroldo Harefoot, hijo de Canuto el Grande, rey dinamarqués (n. 1015).
- 1058: Lulach I, rey escocés, hijo de Macbeth de Escocia (n. 1030).
- 1270: Felipe de Montfort, caballero y aristócrata francés (n. 1206).
- 1272: Go-Saga, emperador japonés (n. 1220).
- 1425: Ashikaga Yoshikazu, shogun japonés (n. 1407).
- 1516: Juliano II de Médicis, hijo de Lorenzo de Médicis (n. 1479).
- 1620: Juan Sarkander, sacerdote y santo polaco (n. 1576).
- 1640: Philip Massinger, dramaturgo británico (n. 1583).
- 1649: Gabriel Lalemant, misionero y mártir francés (n. 1610).
- 1663: Jerome Weston, diplomático inglés (n. 1605).
- 1680: François de La Rochefoucauld, escritor francés (n. 1613).

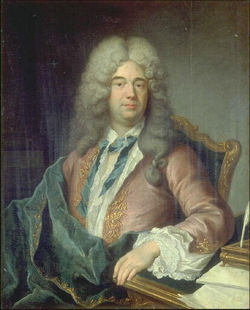
Jean-Baptiste Rousseau.

- 1741: Jean-Baptiste Rousseau, poeta y dramaturgo francés (n. 1671).
- 1782: Daniel Bernoulli, matemático suizo (n. 1700).
- 1815: Mateo Pumacahua, militar español de la nobleza incaica, decapitado por cargo de traición al Rey por las autoridades del Cuzco (n. 1740).
- 1828: James Edward Smith, botánico y entomólogo británico (n. 1759).
- 1830: Laurent de Gouvion Saint-Cyr, mariscal francés (n. 1764).
- 1846: Friedrich Bessel, matemático y astrónomo alemán (n. 1784).
- 1849: Guillermo II, rey neerlandés (n. 1792).
- 1853: Christian Doppler, matemático y físico austríaco (n. 1803).
- 1861: Victoria de Sajonia-Coburgo-Saalfeld, aristócrata alemana (n. 1787).
- 1862: Jacques Fromental Halévy, compositor francés (n. 1799).
- 1871: Robert Chambers, geólogo y publicista escocés (n. 1802).
- 1875: Ferdinand Laub, violinista y compositor checo (n. 1832).
- 1876: Ignacio Merino, pintor peruano (n. 1817).
- 1886: Pierre-Jules Hetzel, editor francés (n. 1814).
- 1893: Jules Ferry, político francés (n. 1832).
- 1906: Johann Most, anarquista alemán (n. 1846).
- 1913: Soledad Acosta de Samper, fue una de las escritoras más prolíficas del siglo XIX en Colombia. (n.  1833).
- 1917: Franz Brentano, filósofo y psicólogo alemán (n. 1838).
- 1917: Heliodoro Castillo, militar mexicano (n. 1887).
- 1917: Marjan Raciborski, botánico, taxónomo y fitogeógrafo polaco (n. 1863).
- 1926: Alekséi Brusílov, general ruso (n. 1853).
- 1927: Victorine Meurent, pintora y modelo pictórica francesa (n. 1844).
- 1937: Arturo Álvarez-Buylla Godino, militar español (n. 1895).
- 1937: Austen Chamberlain, político británico, premio nobel de la paz en 1925 (n. 1863).
- 1941: Nicolae Titulescu, diplomático rumano (n. 1882).
- 1940: Mario Bravo, político argentino (n. 1882).
- 1942: Alfredo Piwonka, político chileno (n. 1887)
- 1946: Dai Li, general chino (n. 1897).
- 1946: William Merz, gimnasta estadounidense (n. 1878).
- 1953: Conrado del Campo, compositor español (n. 1878).
- 1956: Fred Allen, actor, comediante, guionista y escritor estadounidense (n. 1894).
- 1956: Irène Joliot-Curie, química francesa, premio nobel de química en 1935 (n. 1897).
- 1957: Ramón Magsaysay, militar, político y presidente filipino (n. 1907).
- 1958: John Pius Boland, tenista y político irlandés (n. 1870).
- 1960: Fernando Álvarez de Sotomayor, pintor español (n. 1875).
- 1961: Susanna M. Salter, activista y política estadounidense (n. 1860).
- 1965: Amos Alonzo Stagg, jugador y entrenador estadounidense de fútbol americano (n. 1862).
- 1969: Frederick Garfield Gilmore, boxeador estadounidense (n. 1887).
- 1969: Daniel Vázquez Díaz, pintor español (n. 1882).
- 1970: Jesús Álvarez García, periodista español (n. 1926).
- 1970: Jérôme Carcopino, historiador francés (n. 1881).
- 1971: Agustín Pedro Pons, médico español (n. 1898).
- 1974: Louis Kahn, arquitecto estadounidense (n. 1901).
- 1975: Alfredo Silva Santiago, obispo chileno (n. 1894).

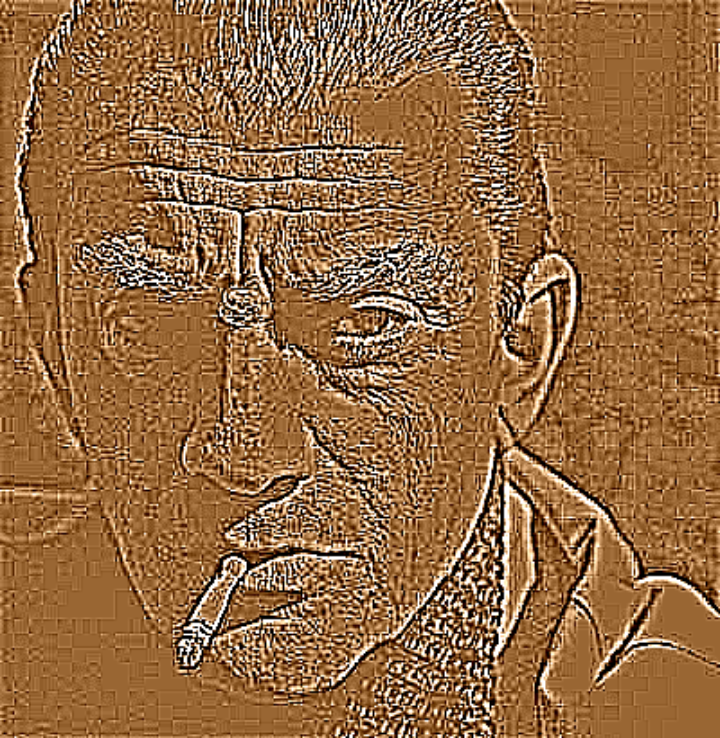
Luchino Visconti

- 1976: Luchino Visconti, cineasta italiano (n. 1906).
- 1979: Giacomo Lauri-Volpi, tenor italiano (n. 1892).
- 1983: Haldan Keffer Hartline, fisiólogo estadounidense, premio nobel de medicina (n. 1903).
- 1985: Carlos Arturo Mullin, religioso uruguayo (n. 1914).
- 1985: Bernardo Sepúlveda Gutiérrez. médico y académico mexicano (n. 1912).
- 1987: Santo Trafficante, Jr., gánster estadounidense (n. 1914).
- 1988: Nikolas Asimos, cantautor griego (n. 1949).
- 1990: Capucine (Germaine Lefebvre), actriz francesa (n. 1931).
- 1990: Ric Grech, baterista británico de las bandas Blind Faith y Traffic (n. 1946).
- 1991: Pilar Primo de Rivera, directora de la Sección Femenina de la Falange Española (n. 1907).

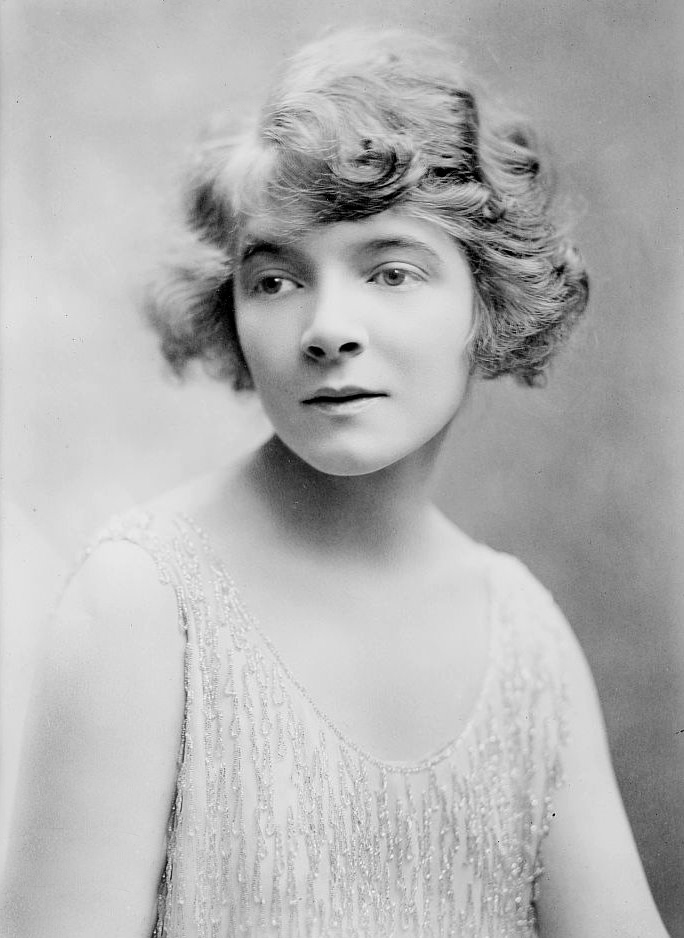
Helen Hayes.

- 1993: Helen Hayes, actriz estadounidense (n. 1900).
- 1994: Mai Zetterling, actriz y cineasta sueca (n. 1925).
- 1995: Rick Aviles, actor estadounidense (n. 1952).
- 1995: José María Forqué, director de cine español (n. 1923).
- 1996: René Clément, cineasta francés (n. 1913).
- 1997: Jermaine Stewart, cantante y compositora estadounidense (n. 1957).
- 1999: Humberto Fernández Morán, científico venezolano (n. 1924).
- 1999: Ernest Gold, compositor estadounidense (n. 1921).
- 2002: Van Tien Dung, general y político vietnamita (n. 1917).
- 2003: Alfonso Alexander Hernández, médico veterinario mexicano (n. 1911).
- 2003: Juan Héctor Hunziker, botánico y genetista argentino (n. 1925).
- 2005: Lalo Guerrero, compositor mexicano (n. 1916).
- 2005: George F. Kennan, diplomático e historiador estadounidense (n. 1904).
- 2005: Andre Norton, escritor erstadounidense (n. 1912).
- 2005: Fernando von Reichenbach, ingeniero e inventor argentino (n. 1931).
- 2006: Oleg Cassini, diseñador de moda estadounidense (n. 1913).
- 2006: Ray Meyer, baloncestista estadounidense (n. 1913).
- 2006: Adolfo Rincón de Arellano García, cardiólogo y político español (n. 1910).
- 2007: John Backus, ingeniero informático estadounidense, diseñador del lenguaje Fortran (n. 1924).
- 2008: José Castillo Farreras, abogado, catedrático y filósofo mexicano (n. 1930).
- 2009: Clodovil Hernandes, estilista, presentador de televisión y político brasileño (n. 1937).
- 2010: Alex Chilton, compositor y guitarrista estadounidense, de las bandas Box Tops y Big Star (n. 1950).
- 2011: Michael Gough, actor británico (n. 1916).
- 2012: John Demjanjuk (Iván Mikoláiovich Demianiuk), genocida nazi de origen ucraniano (n. 1920).
- 2012: Shenouda III, religioso egipcio, papa de la Iglesia copta entre 1971 y 2012 (n. 1923).
- 2014: Joseph Kerman, musicólogo y crítico estadounidense (n. 1924).
- 2015: Juan Claudio Cifuentes, crítico musical francoespañol (n. 1941).
- 2016: Meir Dagan, oficial militar israelí (n. 1945).
- 2017: Derek Walcott, poeta y dramaturgo santaluciano, premio nobel de literatura en 1992 (n. 1930).
- 2019: Dick Dale, guitarrista estadounidense (n. 1937).
- 2020: Lyle Waggoner, actor estadounidense (n. 1935).
- 2020: Betty Williams, pacifista irlandesa, premio nobel de la paz en 1976 (n. 1943).
- 2020: Valentina Gagárina, enfermera, bioquímica y escritora soviética (n. 1935).
- 2021: John Magufuli, político, matemático y químico tanzano, presidente de Tanzania entre 2015 y 2021 (n. 1959).
- 2021: Antón García Abril, compositor y músico (n. 1933).
- 2023: Lance Reddick, actor estadounidense (n. 1962).

## Celebraciones
Por países
(Por orden alfabético)
- Argentina:
  - Día de la conmemoración y recuerdo de las víctimas de la Embajada de Israel.[5]
Según la Resolución 291 del Consejo Federal de Educación del año 2016,[5]se incorporó esta fecha a los calendarios escolares de las distintas jurisdicciones educativas. El 17 de marzo de 1992  una explosión en la Embajada de Israel en Argentina, ubicada en la esquina de las calles Suipacha y Arroyo  de la Ciudad de Buenos Aires, terminó con la vida de 29 personas y cientos de heridos.[6]Destruyó el edificio de Israel, pero también dañó una parroquia, un hogar de ancianos, una escuela y edificios cercanos. Este atentado es uno de los peores ataques terroristas de la historia argentina.[5]
  -  Entre Ríos: 
    - Día Provincial de la Mujer de los Pueblos Originarios de Entre Ríos.[7]
Esta fecha fue establecida por la Ley N° 10.302, sancionada el 6 de mayo de 2014. La fecha conmemora el fallecimiento de Rosa Albariño, una mujer charrúa que luchó por los derechos indígenas.

- Bangladés:
  - Cumpleaños de Sheikh Mujibur Rahman (Jeque).[8]

- Tailandia: 
  - Día del Muay Thai.

Ancestrales
- Fiestas Romanas:
  - 2.º día de las Bacanales, honrando a Baco.
  - Liberalia, honrando a Líber.

### Santoral católico

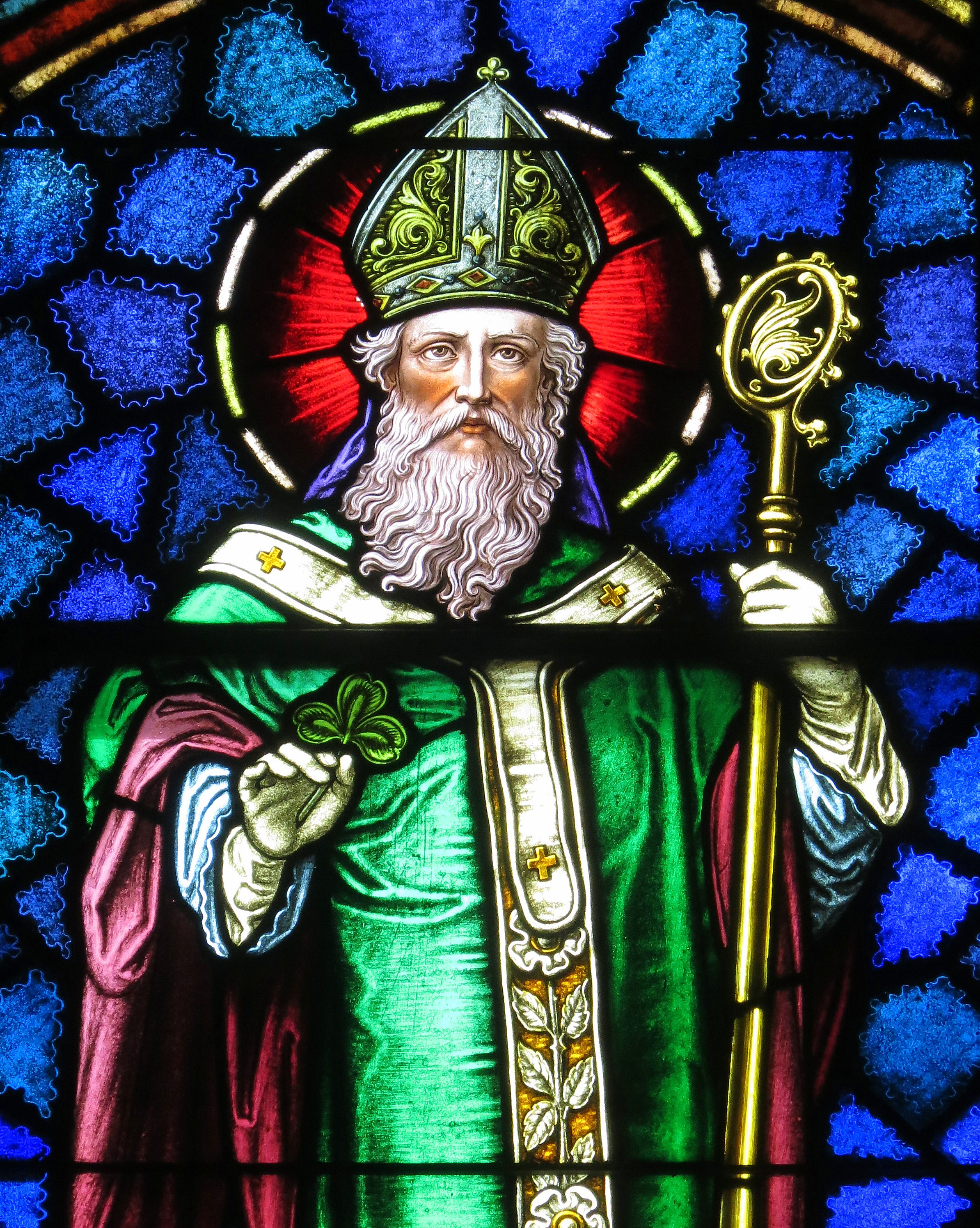
Vidriera policromada de la iglesia de San Patricio de Junction City (Ohio).

- Día de San Patricio,[9]fiesta patronal en honor a San Patricio.(imagen ilustrativa).
- San Patricio de Irlanda, obispo (f. 461). (imagen ilustrativa).
- Santos mártires en Alejandría, (f. c. 392).
- San Agrícola de Chalons, obispo (f. 580).
- Santa Gertrudis de Nivelles, abadesa (f. 659).[9]
- San Pablo de Chipre, monje (f. c. 770).[9]
- Beato Conrado de Modugno, (f. c. 1154).[9]
- San Juan Sarkander, presbítero y mártir (f. 1620).[9]
- San Gabriel Lalemant, presbítero (f. 1649).
- Beato Juan Nepomuceno Zegri y Moreno, presbítero (f. 1905).[9]

 Por países
(Por orden alfabético)
- Irlanda: 
  - Día de San Patricio.[10]